# Hudimesnil
Hudimesnil ist eine französische Gemeinde im Département Manche in der Region Normandie mit 926 Einwohnern (Stand: 1. Januar 2022). Sie gehört zum Arrondissement Avranches und zum Kanton Bréhal. Die Einwohner werden Hudimesnillais genannt.

## Geografie
Hudimesnil liegt im Süden der Halbinsel Cotentin am Fluss Boscq. Umgeben wird Hudimesnil von den Nachbargemeinden Chanteloup im Norden und Nordwesten, Cérences im Norden und Nordosten, Le Loreur im Osten, Saint-Sauveur-la-Pommeraye im Südosten, Saint-Jean-des-Champs im Süden sowie Coudeville-sur-Mer im Westen.

## Bevölkerungsentwicklung
| 1962                       | 1968 | 1975 | 1982 | 1990 | 1999 | 2006 | 2012 | 2018 |
| -------------------------- | ---- | ---- | ---- | ---- | ---- | ---- | ---- | ---- |
| 685                        | 647  | 581  | 510  | 614  | 716  | 814  | 862  | 905  |
| Quellen: Cassini und INSEE |      |      |      |      |      |      |      |      |

## Sehenswürdigkeiten
- Kirche Notre-Dame, 1837 wieder errichtet
- Ruine der Kapelle Sainte-Suzanne
- Wassermühle am Boscq

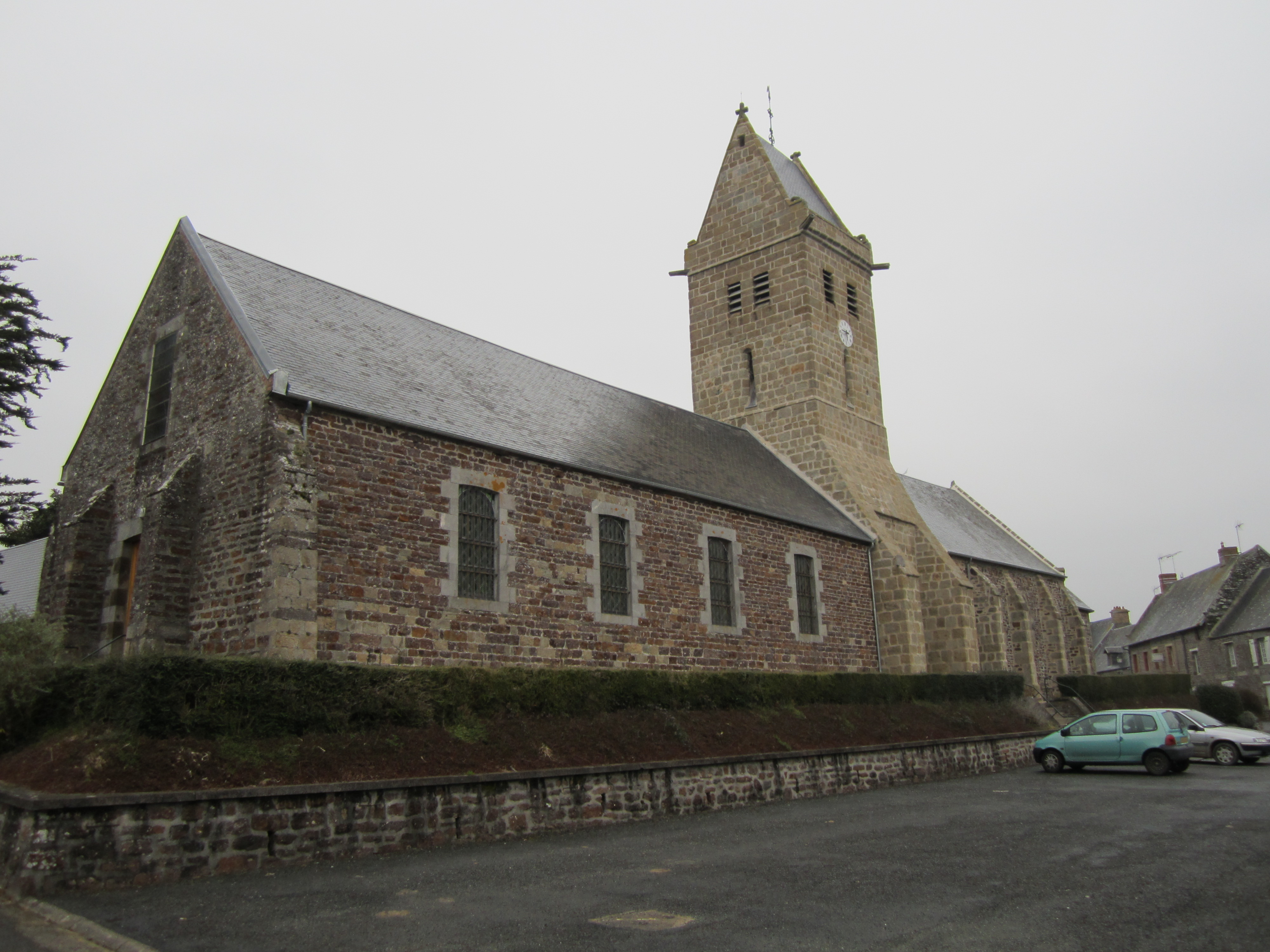
Kirche Notre-Dame
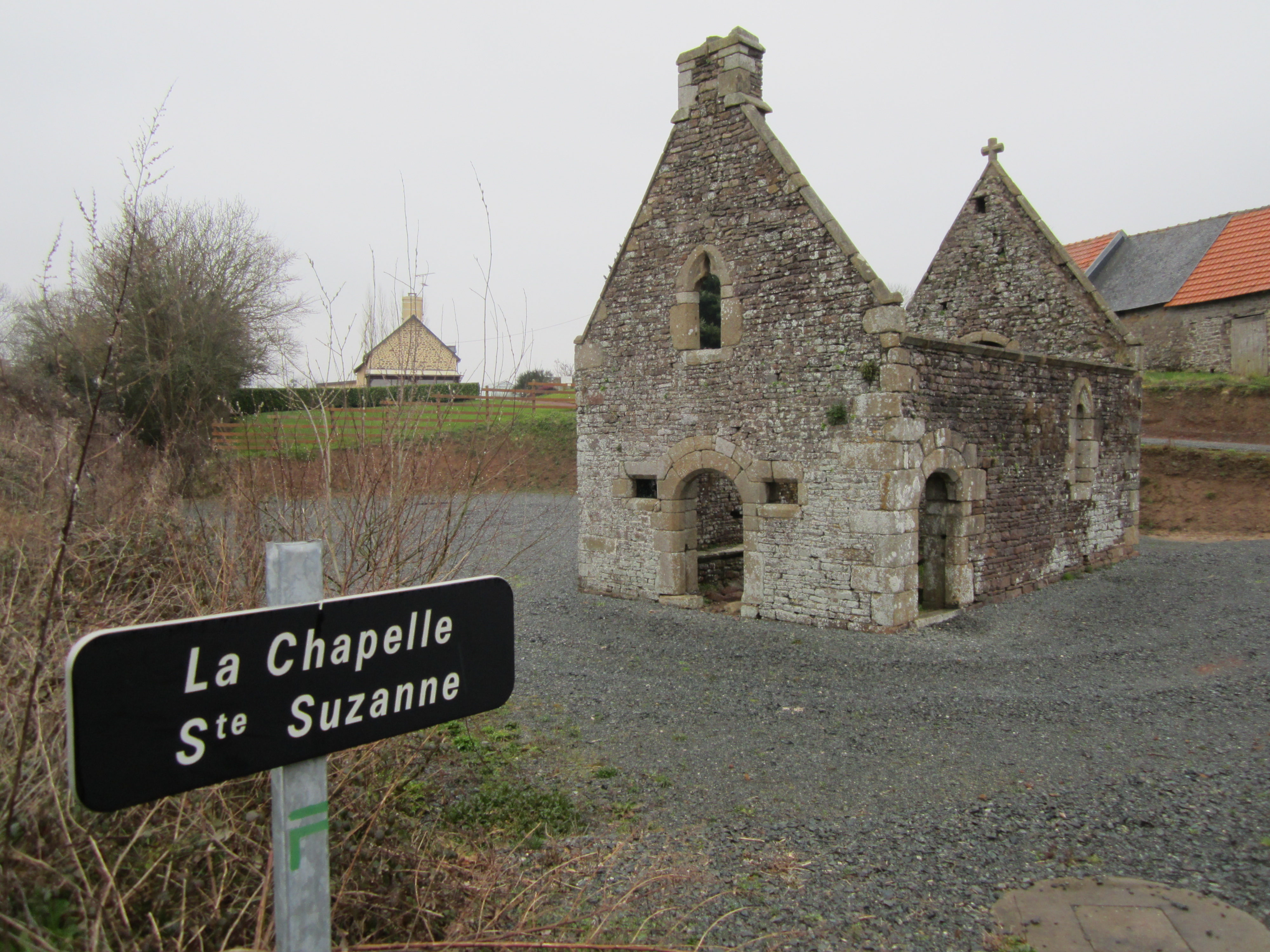
Ruine der Kapelle Sainte-Suzanne

## Persönlichkeiten
- Geneviève Gambillon (* 1951), ehemalige Radsportlerin

## Gemeindepartnerschaft
Mit der britischen Gemeinde Thornford in Dorset (England) besteht eine Partnerschaft. 